# PlayStation Camera
La PlayStation Camera è un dispositivo per PlayStation 4 e PlayStation 5, successore della PlayStation Eye per PlayStation 3. La periferica include due videocamere digitali e quattro microfoni, permettendo il rilevamento di profondità e dei movimenti dei giocatori e del controller nello spazio, infatti funziona in accoppiata con PlayStation Move o DualShock 4 e dal 2016 con PlayStation VR. Il rilevamento della posizione dei giocatori è possibile dal riconoscimento facciale, invece il rilevamento della posizione del DualShock è possibile dal rilevamento della barra luminosa a LED che si trova nella parte anteriore del controller, mentre il PlayStation VR è rilevabile attraverso i 9 LED presenti nel lato anteriore e posteriore del visore.

## Caratteristiche tecniche
Specifiche ufficiali.
- Dimensioni: 186mm x 27mm x 27mm circa (lunghezza x altezza x profondità)
- Peso: 183g circa
- Risoluzione: 1280x800 px a 60 fps - 640x400 px a 120 fps - 320x192 px a 240 fps
- Formati video: RAW, YUV (non compressi)

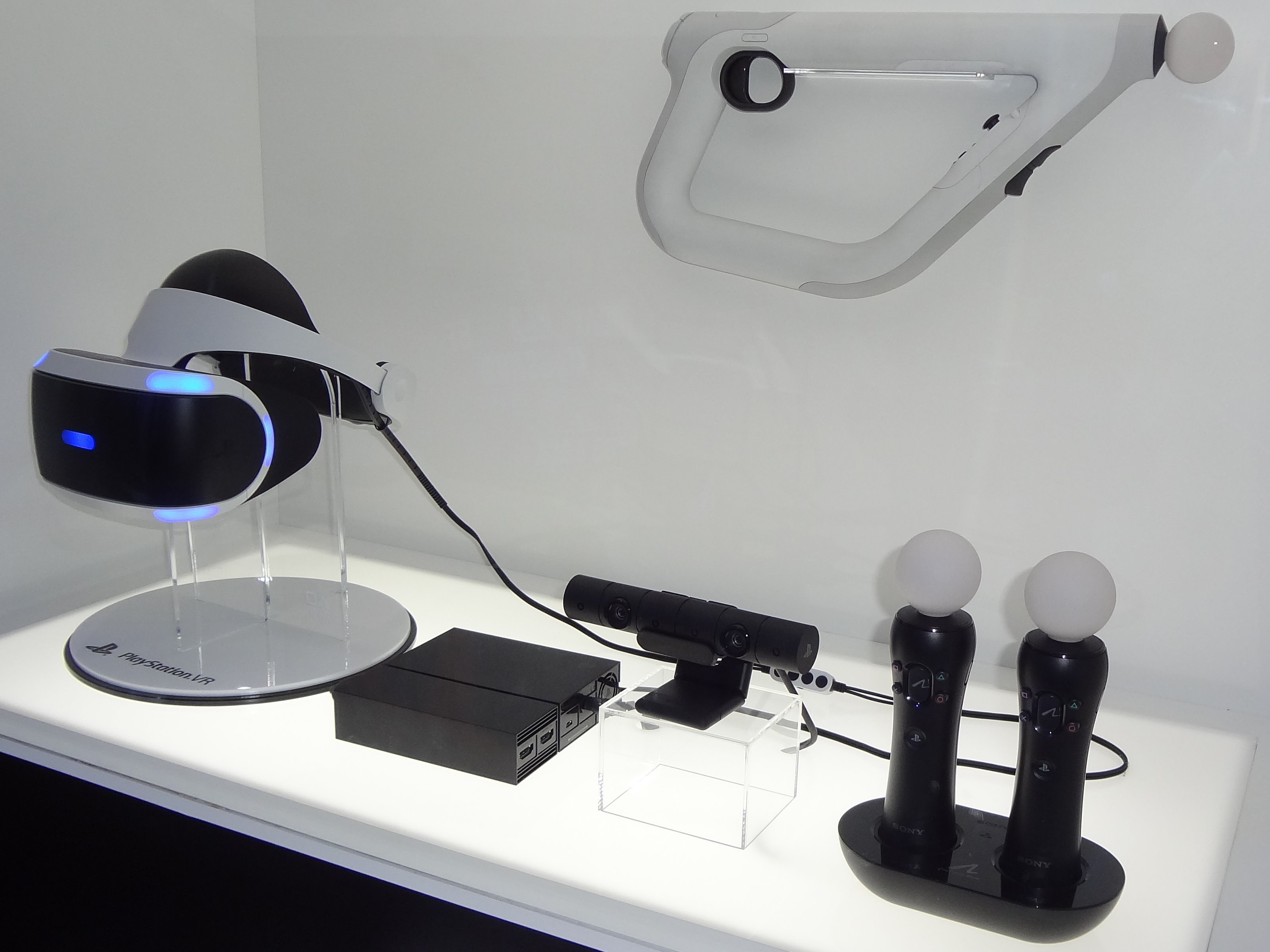
La seconda versione di PlayStation Camera, visibile al centro della foto.

- Raggio di visione: 85°
- 4 microfoni